# Джакузи-машина на времето
„Джакузи-машина на времето“ (на английски: Hot Tub Time Machine) е американска научнофантастична комедия на режисьора Стийв Принк.
Главните роли се изпълняват от Джон Кюсак, Роб Кордри, Крейг Робинсън, Кларк Дюк, Криспин Глоувър, Лизи Каплан и Чеви Чейс. На 20 февруари 2015 г. излиза продължението, озаглавено „Джакузи-машина на времето 2“.